# Jens Jørn Bertelsen
Jens Jørn Haahr Bertelsen (ur. 15 lutego 1952 w Guldager) – piłkarz duński grający na pozycji defensywnego pomocnika.

## Kariera klubowa
Karierę piłkarską Bertelsen rozpoczął w klubie Esbjerg fB. W 1972 roku zadebiutował w jego barwach w duńskiej drugiej lidze. W 1974 roku awansował z Esbjergiem do pierwszej ligi. W 1976 roku zdobył z nim Puchar Danii, dzięki zwycięstwu 2:1 w finale nad Holbæk B&I. W 1977 roku zajął 3. miejsce w lidze, a w 1978 roku wywalczył wicemistrzostwo kraju. Z kolei w 1979 roku wywalczył swoje jedyne w karierze mistrzostwo Danii. W tamtym roku został wybrany przez Duński Związek Piłki Nożnej Piłkarzem Roku w Danii.
W 1982 roku Bertelsen przeszedł do belgijskiego RFC Seraing, gdzie przez dwa sezony występował w pierwszej lidze belgijskiej. W 1984 roku odszedł do francuskiego FC Rouen. Jednak na koniec sezonu 1984/1985 spadł z Rouen do drugiej ligi. Po degradacji odszedł do szwajcarskiego FC Aarau. W Aarau grał przez dwa lata. W 1987 roku wrócił do Esbjerga i po roku gry w drugiej lidze Danii zakończył karierę piłkarską.
| Sezon   | Klub        | Kraj       | Rozgrywki      | Mecze | Bramki |
| ------- | ----------- | ---------- | -------------- | ----- | ------ |
| 1972    | Esbjerg fB  | Dania      | 2. division    | ?     | ?      |
| 1973    | Esbjerg fB  | Dania      | 2. division    | ?     | ?      |
| 1974    | Esbjerg fB  | Dania      | 2. division    | 30    | 5      |
| 1975    | Esbjerg fB  | Dania      | 1. division    | 24    | 3      |
| 1976    | Esbjerg fB  | Dania      | 1. division    | 28    | 3      |
| 1977    | Esbjerg fB  | Dania      | 1. division    | 30    | 4      |
| 1978    | Esbjerg fB  | Dania      | 1. division    | 29    | 1      |
| 1979    | Esbjerg fB  | Dania      | 1. division    | 30    | 4      |
| 1980    | Esbjerg fB  | Dania      | 1. division    | 30    | 0      |
| 1981    | Esbjerg fB  | Dania      | 1. division    | 6     | 1      |
| 1982/83 | RFC Seraing | Belgia     | Division I     | 25    | 2      |
| 1983/84 | RFC Seraing | Belgia     | Division I     | 34    | 1      |
| 1984/85 | FC Rouen    | Francja    | Ligue 1        | 35    | 4      |
| 1985/86 | FC Aarau    | Szwajcaria | Nationalliga A | 23    | 0      |
| 1986/87 | FC Aarau    | Szwajcaria | Nationalliga A | 26    | 0      |
| 1987    | Esbjerg fB  | Dania      | 2. division    | ?     | ?      |

## Kariera reprezentacyjna
W reprezentacji Danii Bertelsen zadebiutował 24 czerwca 1976 roku w zremisowanym 0:0 towarzyskim meczu z Norwegią. W 1984 roku został powołany przez selekcjonera Seppa Piontka do kadry na Euro 84. Dania dotarła do półfinału, a Bertelsen był podstawowym zawodnikiem zespołu i rozegrał 4 mecze: z Francją (0:1), z Jugosławią (5:0), z Belgią (3:2) i półfinale z Hiszpanią (1:1, k. 4:5).
W 1986 roku na Mistrzostwach Świata w Meksyku Bertelsen także grał w pierwszym składzie Danii i zagrał w 3 spotkaniach: ze Szkocją (1:0), z Urugwajem (6:1) i 1/8 finału z Hiszpanią (1:5). Od 1976 do 1987 roku rozegrał w kadrze narodowej 69 meczów i strzelił 2 gole.